# Neuromancer
Neuromancer – powieść Williama Gibsona z 1984 roku, uważana za klasykę cyberpunku. Stanowi pierwszą część tzw. Trylogii Ciągu (ang. Sprawl Trilogy), której kolejne tomy to Graf Zero i Mona Liza Turbo.

## Fabuła
Akcja powieści rozgrywa się w świecie przyszłości o charakterze dystopijnym, a jej głównym bohaterem jest Case, haker, który okradł swoich dawnych pracodawców, a ci wstrzyknęli mu radziecką mykotoksynę, aby nigdy nie mógł wejść do wirtualnego świata. Z pomocą przychodzi mu pewien człowiek o imieniu Armitage, który zmieni jego dotychczasowe życie – dzięki niemu
zostaje on wynajęty przez nieznanego mocodawcę do popełnienia, wydawałoby się niewykonalnego, przestępstwa.

## Wpływ na kulturę
Neuromancer rozwija wizjonerskie koncepcje sztucznej inteligencji, rzeczywistości wirtualnej, inżynierii genetycznej, wypierania tradycyjnych państw narodowych przez wielkie korporacje oraz cyberprzestrzeni, zwanej w książce matrycą (w oryginale the matrix) na długo zanim idee te stały się często eksploatowanym motywem w kulturze popularnej. Gibson porusza również problem dehumanizacji świata zdominowanego przez wszechobecną i tanią technologię. W opisywanej przezeń przyszłości przemoc i wolny rynek są jedynymi pewnikami, a dystopijne elementy związane ze społeczeństwem są równoważone przez energię i różnorodność. Powieść spopularyzowała takie pojęcia jak cyberprzestrzeń i lód.

## Nagrody
W roku 1984 Gibson zdobył za Neuromancera Nagrodę Nebula, Nagrodę Hugo oraz Philip K. Dick Memorial Award.